# متلازمة التشنجات الطفلية والكنع الرقصي
متلازمة التشنجات الطفلية والكنع الرقصي (اختصارًا ICCA) هي اضطراب عصبي موروث بنمط وراثة جسمي سائد. تتميز الحالة بظهور الصرع الطفلي العائلي الحميد في العمر 3-12 شهرًا والكنع الرقصي الانتيابي حركي التولد في مرحلة لاحقة من العمر. أُبلغ عن المتلازمة أول مرة في عام 1997 عند أربع عائلات فرنسية من شمال غرب فرنسا وشكلت الحالات أول دليل على وجود آليات وراثية مشتركة تسبب النوبات الصرعية الطفلية الحميدة وعسر الحركة الانتيابي. الأصل الصرعي للكنع الرقصي الانتيابي حركي التولد ظل محطًا للجدل زمنًا طويلًا وكان عسر الحركة الانتيابي مصنفًا على أنه صرع انعكاسي. توجد خصائص مشتركة متعددة بين الكنع الرقصي الانتيابي حركي التولد والنوبات الصرعية، منها الحدوث النوبي والميل للنكس العفوي، وتوجد مجموعة فرعية من الرقص الكنعي الانتيابي حركي التولد تستجيب بشكل جيد لمضادات الاختلاج. اقتفي أصل هذه المتلازمة الموروثة في الموقع الثاني عشر على الصبغي 16 بّي كيو 12. وُصفت المظاهر السريرية لمتلازمة التشنجات الطفلية والكنع الرقصي عند أكثر من 30 عائلة في جميع أنحاء العالم.

## المظهر السريري
يشكل الارتباط النوعي والعائلي بين الصرع الطفلي العائلي الحميد والكنع الرقصي الانتيابي حركي التولد كيانًا سريريًا جديدًا: متلازمة التشنجات الطفلية والكنع الرقصي. لوحظت المتلازمة في البداية عند أربع عائلات أصيب فيها الأطفال بتشنجات دون حمى في سن 3-12 شهرًا. بدأت نوبات الصرع الجزئية بتوقف حركي نفسي وانحراف في الرأس والعينين إلى جانب واحد، تلتها بشكل غير دائم هزات أحادية الجانب. وفي بعض الحالات، تعممت النوبات الجزئية ثانويًا. لم يُظهر تخطيط الدماغ بين النوب أي شذوذات صرعية الشكل، وكان التصوير بالرنين المغناطيسي طبيعيًا. تبيّن أن نتائج هذه التشنجات حميدة. وبعد ذلك، ظهرت حركات غير طبيعية عند الأطفال المصابين بعمر 5-8 سنوات. بالإضافة إلى حركات ثني في اليدين تشبه حركات الزواحف وتظهر عندما يشعر المريض بالشدة أو بالحرج. أبدى المصابون أيضًا حركات نفضية في الساقين بعد الركض. في البداية، كانت الحركات غير الطبيعية متوسطة السرعة، بالشكل النموذجي للرقص الكنعي الانتيابي. لوحظت أشكال متنوعة من الحركات غير الطبيعية في الذراعين والساقين والجذع، وأحيانًا الرأس. ولم تستمر النوبات سوى بضع دقائق، وتكررت بمعدل 5-30 مرة في اليوم دون فقدان الوعي. اختفت الحركات غير الطبيعية عند جميع المرضى في عمر 25-30 عامًا دون تلقي أي علاج. ونُشرت حالات سريرية مماثلة بعد ظهور التقرير الأول ما أكد خصوصية متلازمة التشنجات الطفلية والكنع الرقصي.

## الوراثة
فُحص الجينوم البشري عند المصابين بمتلازمة التشنجات الطفلية والكنع الرقصي باستخدام واسمات التكرارات المترادفة القصيرة المتباعدة بانتظام فوُجد دليل قوي على ارتباط المرض بالمنطقة المحيطة بالصبغي 16، وكان مجموع لود (لوغاريثم الاحتمالات) الأقصى 6.76، وذلك عند D16S3133، بنسبة إعادة تركيب بلغت صفر. وعُين الجين المسؤول على الصبغي 16 في الموقع 12 بّي 12 كيو. وأكد مؤلفون آخرون هذا الارتباط. يُظهر موقع المرض على الصبغي 16 بنية مورثية معقدة وما زال جين متلازمة التشنجات الطفلية والكنع الرقصي غير معروف.